# آلیشا گلاس
آلیشا گلاس (به انگلیسی: Alisha Glass) (متولد ۵ آوریل ۱۹۸۸) بازیکن والیبال اهل آمریکا است. گلاس از اعضای فعلی تیم ملی والیبال زنان ایالات متحده آمریکا است.
آلیشا در قهرمانی جهان ۲۰۱۴ که آمریکا به قهرمانی رسید در ترکیب تیم حضور داشت و در انتها به عنوان بهترین پاسور جام انتخاب شد.